# HIST1H1A
A Histona H1.1 é uma proteína que em humanos é codificada pelo gene HIST1H1A.
A histona ligante, H1, interage com o DNA ligante entre nucleossomos e funciona na compactação da cromatina em estruturas de ordem superior. Este gene é  sem intrones e codifica um membro da família histona H1. Os transcritos desse gene não possuem caudas de poli A, mas contêm um elemento de terminação palindrômico. Esse gene é encontrado no grande agrupamento de genes de histonas no cromossomo 6.